# Martigny
Pour les articles homonymes, voir Martigny (homonymie).
Martigny est une commune et une ville du canton du Valais, située dans le district de Martigny dont elle est le chef-lieu. Sise au coude du Rhône, au croisement des axes routiers du Grand-Saint-Bernard et du Simplon, elle est la deuxième ville la plus peuplée du canton, après Sion.

## Géographie

### Géographie physique
Le territoire de Martigny s'étend sur 24,97 km2. Lors du relevé de 2013-2018, les surfaces d'habitations et d'infrastructures représentaient 24,7 % de sa superficie, les surfaces agricoles 30,7 %, les surfaces boisées 39,5 % et les surfaces improductives 4,9 %.
La ville de Martigny se situe dans la plaine du Rhône où celui-ci forme un coude. Elle fait partie du Bas-Valais et se trouve proche de la ville de Sion (capitale du Valais). Le hameau de Chemin-Dessous, intégré à Martigny, occupe le flanc nord du mont Chemin.
Le relief encaissé de la commune et le régime des vents rend la ville et les milieux cultivés ou naturels voisins vulnérables aux nuisances par le bruit routier, la pollution routière et la pollution industrielle de l'air.

Une pollution localement élevée de l'environnement et des vignobles par le fluor a notamment été constatée dans les années 1970,,.

### Transport

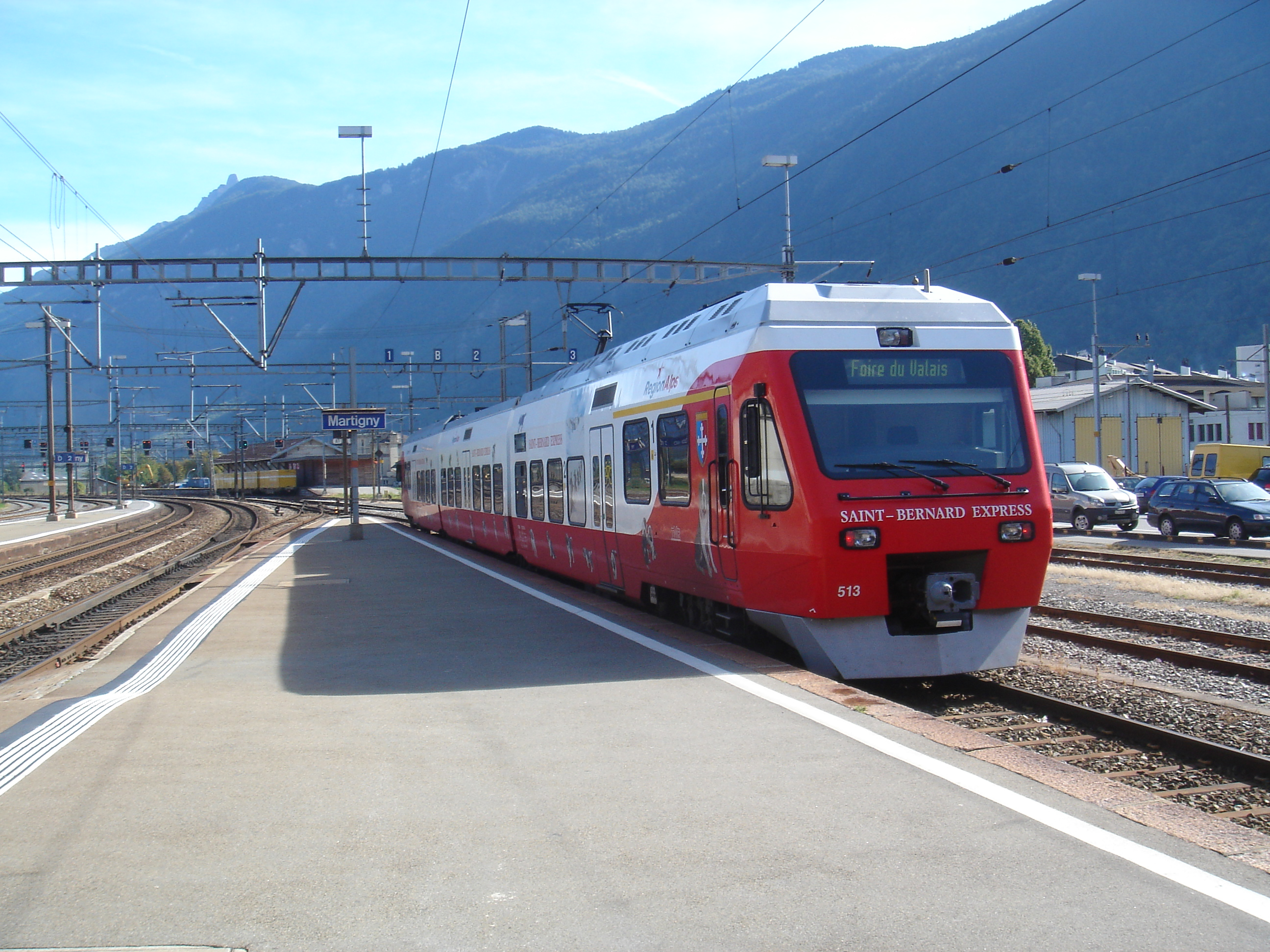
Train en gare de Martigny.

- Sur la ligne ferroviaire Brigue - Lausanne. Le train arrive en gare de Martigny en 1859.
- Départ de la ligne ferroviaire Martigny - Orsières (MO) (St-Bernard Express). La ligne a été ouverte à l'exploitation le 1er septembre 1910.
- Départ de la ligne ferroviaire Martigny - Châtelard - Chamonix (France) - Saint-Gervais (Mont-Blanc Express). La section Martigny - Châtelard a été ouverte à l'exploitation le 20 août 1906.
- A9 (Brigue-Lausanne-Vallorbe)  21 (Martigny-Fully) et A21  22 (Martigny-Expo). L'autoroute arrive à Martigny en 1981. Le tronçon Evionnaz - Martigny a été inauguré le 15 décembre 1981.
- De 1906 à 1957, un tramway a relié la gare à Martigny-Bourg.

## Toponymie
Le nom latin d'origine celtique est Octodurus « les huit portes », graphie à finale latine -us sur la base du gaulois oxtu « huit ». Cf. vieil irlandais ocht, tous du celtique *octū / *oxtū (voir aussi le nom de personne gaulois Octocnus) et duron « porte, forum, bourg ». Cf. breton, gallois dor « porte », d'où le nom français alternatif d’« Octodure ».
Le nom Martigny, attesté pour la première fois au XIIe siècle représente le type toponymique Martiniacum, nom de domaine gallo-romain tardif composé du suffixe localisant et de propriété d'origine celtique (gaulois) -(i)acum qui explique la plupart des toponymes terminés par -y, mais qui a pris la forme -ach ou -ich en zone germanophone, et du nom de personne chrétien Martinus, il a pour équivalent les innombrables Martigny, Martigney, Martigné du Nord de la France et Martignac (Martinhac en occitan) du Sud.
Il se pourrait qu'il s'agisse du nom de la villa rustica gallo-romaine de la banlieue de la ville romaine (le Forum Claudii Vallensium)[réf. nécessaire] où la première église romaine, qui sera remplacée par une cathédrale double puis par l'église paroissiale, a été construite. Un bourg, noyau de la Martigny moderne, s'y est formé. Les environs de l'église s'appelaient encore Granges de Martigny au XIXe siècle.
L'ancien nom allemand de la commune est Martinach,.

## Histoire

Photo aérienne historique de Werner Friedli de 1949

Oppidum ou vicus du peuple celte des Véragres sous le nom d'Octodurus, elle fut le théâtre de la bataille d'Octodure en 57-56 av. J.-C. entre la douzième légion romaine commandée par Servius Galba et les Véragres alliés aux Sédunes et aux Nantuates.

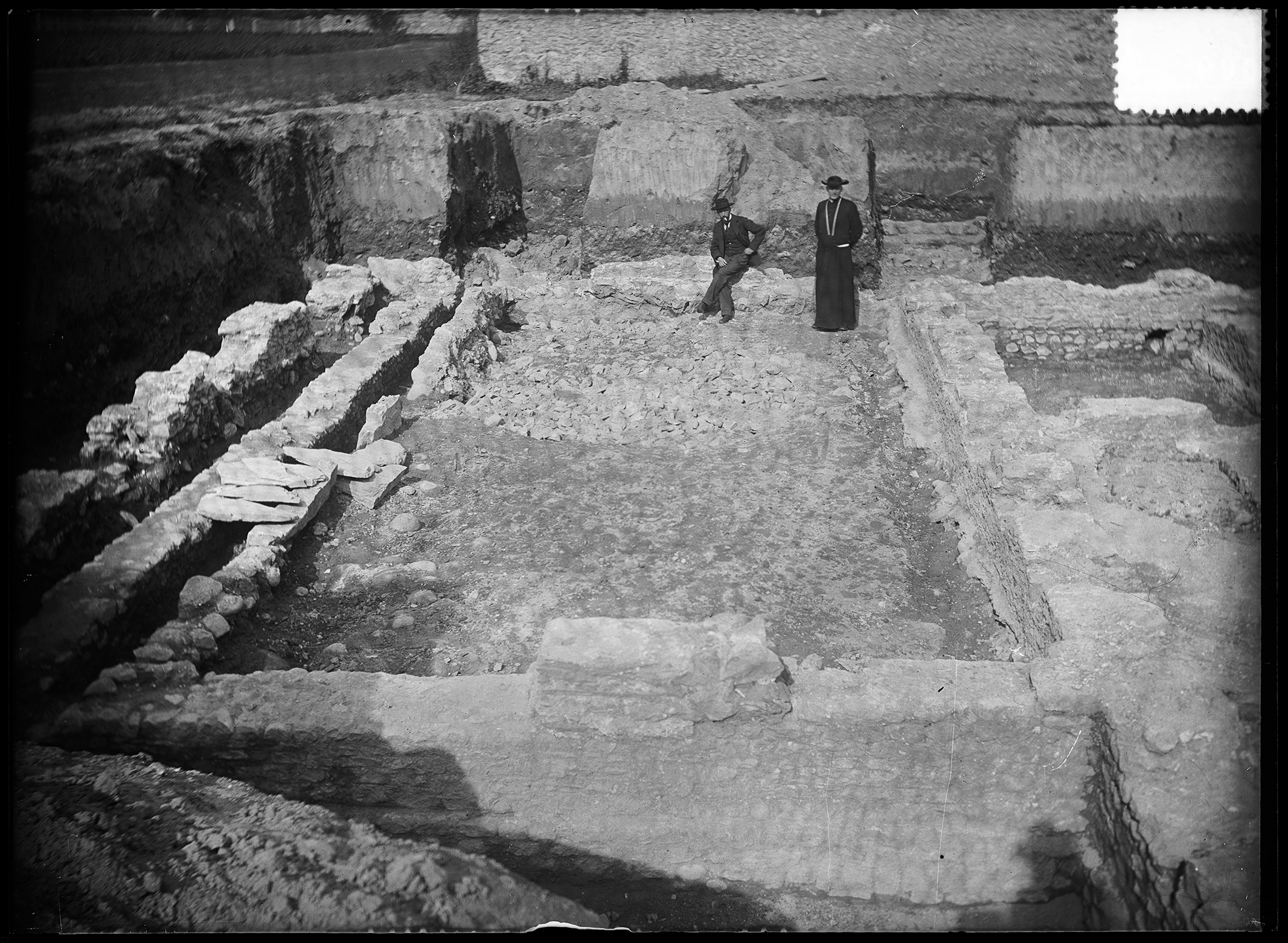
Martigny, fouille du site romain par Albert Naef. Photographie Albert Naef, vers 1903-1906 (Archives cantonales vaudoises).

Elle est incorporée à l'Empire romain. Claude y fonde vers 47 une cité romaine, le Forum Claudii Augusti, rapidement renommée en Forum Claudii Vallensium pour éviter la confusion avec la cité d'Aime appelée de la même manière, capitale des Alpes grées. Martigny fut le chef-lieu de la région jusqu'au déplacement du siège épiscopal à Sion au VIe siècle.
Outre les nombreuses ruines romaines, dont des arènes romaines en bon état de conservation, la ville abrite une importante galerie, la Fondation Pierre-Gianadda, au rayonnement international, ainsi que le château de la Bâtiaz, construit au XIIIe siècle et dont le maître d'œuvre est sans doute l'évêque de Sion, Landri de Mont.
En 1351, les habitants de Martigny, scellent l'acte qui les met sous la protection du Comte de Savoie.
Le 25 mai 1595, Martigny est touchée par une débâcle du Giétro,. Selon les estimations, près de 140 personnes meurent durant cet évènement, la moitié issues de la paroisse martigneraine, et plusieurs centaines de bâtiments, maisons et chalets sont détruits dans le val de Bagnes et la plaine environnante.
Le 16 juin 1818, la ville de Martigny est à nouveau frappée par une débâcle du Giétro,. La crue arrive au niveau de Martigny vers 18 heures, seulement 15 minutes après la première alerte. La montée des eaux, estimée entre 2 et 5 mètres, oblige les habitants à se réfugier sur les pentes du Mont-Chemin. En plus des victimes dans le val de Bagnes, la ville de Martigny compte environ 25 morts lors de la catastrophe.
À la suite de la crue, de nombreux édifices sont détruits,. À Martigny, ce sont environ 80 habitations et immeubles qui sont perdus ainsi que l'usine Broccard. Martigny et sa plaine environnante enregistrent ainsi des dégâts à hauteur d'environ 600 000 francs suisses. Les autorités et les familles bourgeoises profitent de la reconstruction des habitations pour lancer les prémices de la Place Centrale dès la fin de 1818,.
Conçue en 1819, élevée principalement entre 1848 et 1922, la Grande Place de la Ville de Martigny, est profondément rénovée en 2012.
La ville fusionne le 1er janvier 2021 avec Charrat, qui devient un quartier de Martigny.

## Politique
Politiquement, la ville de Martigny est un fief historique du Parti radical-démocratique fusionné dans le Parti libéral-radical dans le canton du Valais, canton lui-même plutôt dominé par le Parti démocrate-chrétien renommé Le Centre.

### Conseil municipal
Le Conseil municipal est le pouvoir exécutif de la commune. Ses neuf membres sont élus tous les quatre ans par le peuple.
Le Conseil municipal est composé de 5 membres du Parti libéral-radical (PLR), de 2 membres du Centre (-1 par rapport à 2020-2024), d'un membre du Parti socialiste (PS) et d'un membre de l'Union démocratique du centre (UDC ; +1).

### Conseil général

Composition législature 2024-2028

Le Conseil général est le pouvoir législatif de la commune. Ses 60 membres sont élus tous les quatre ans par le peuple. Durant la législature 2024-2028, le Conseil général est composé de 27 élus du PLR (-3 par rapport à 2020-2024), 16 élus du Centre (+1), 9 élus du PS (+2) et 8 élus de l'UDC (+8). L'élection du Conseil général en 2024 est caractérisée par la perte pour la première fois de la majorité PLR, la disparition des Verts et l'apparition de l'UDC.

### Présidents de Martigny

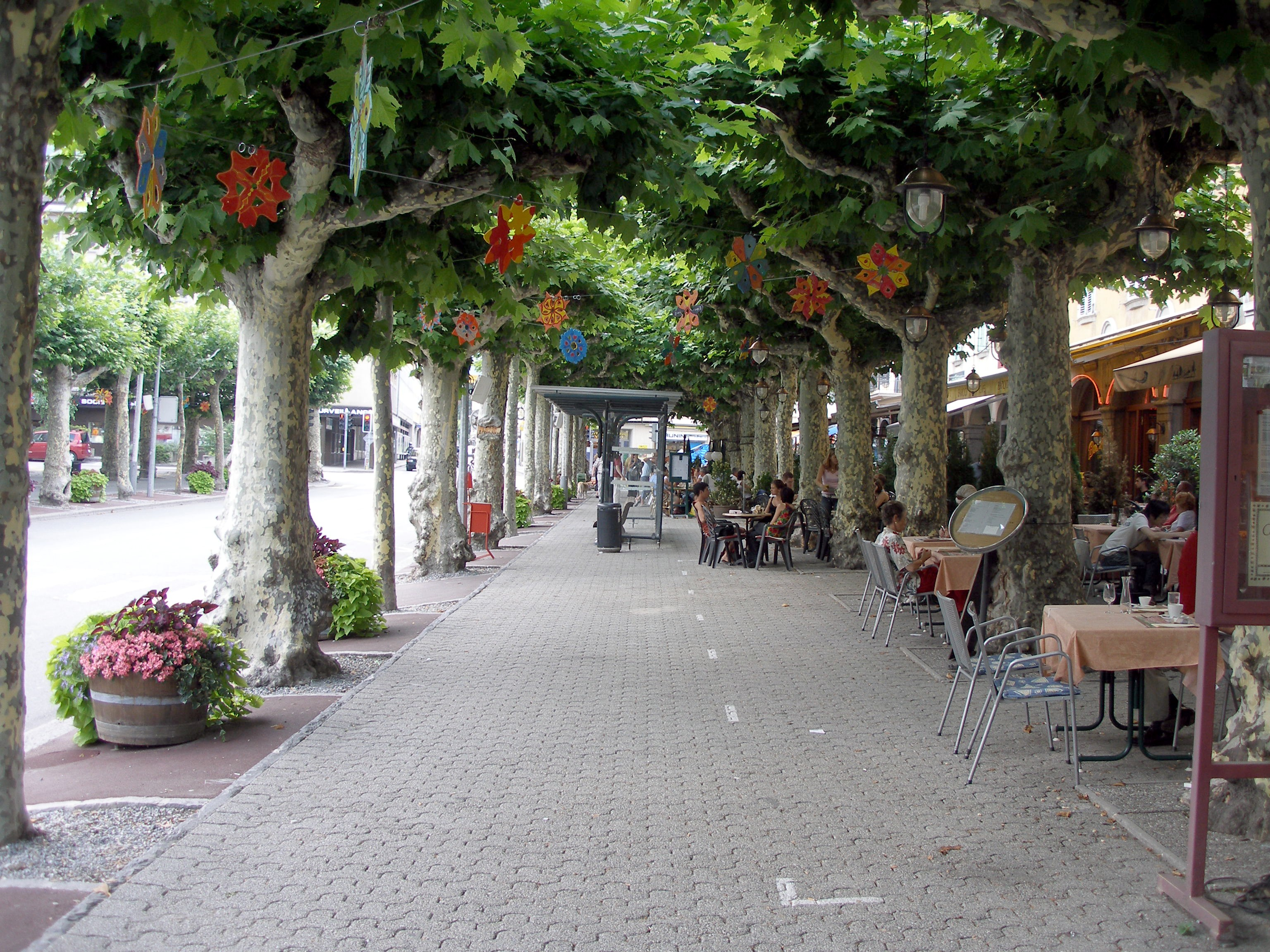
Commerces le long de la place centrale de Martigny.

#### Martigny-Ville, de 1834 à 1956
- 1834-1837 : Eugène Gay ;
- 1837-1841 : Joseph-Samuel Cropt ;
- 1841-1843 : Eugène Gay ;
- 1843-1848 : Valentin Morand ;
- 1848-1850 : Joseph Morand ;
- 1850-1853 : Joseph-Antoine Vouilloz ;
- 1853-1858 : Valentin Morand ;
- 1859-1860 : Alexis Gay ;
- 1861-1864 : Valentin Morand ;
- 1864 : Joseph Morand est élu, mais refuse la présidence ;
- 1865-1868 : Louis Closuit ;
- 1869-1874 : Charles Morand ;
- 1875-1884 : Alexis Gay ;
- 1885-1888 : Joseph Pillet ;
- 1889-1900 : Alphonse Orsat ;
- 1901-1905 : Louis Cropt ;
- 1906-1918 : Georges Morand ;
- 1918-1920 : Denis Orsat ;
- 1921-1956 : Marc Morand.

#### Martigny-Ville réuni à la Bâtiaz, 1957-1964
- 1957-1960 : Marc Morand ;
- 1961-1964 : Edouard Morand.

#### Martigny (Ville + Bâtiaz + Bourg), dès 1965
- 1965-1976 : Edouard Morand ;
- 1977-1984 : Jean Bollin ;
- 1985-1998 : Pascal Couchepin,
ancien président de la Confédération suisse ;
- 1999-2003 : Pierre Crittin ;
- 2004-2008 : Olivier Dumas ;
- 2009-2016 : Marc-Henri Favre ;
- 2017- : Anne-Laure Couchepin Vouilloz.

### Jumelages
- Vaison-la-Romaine (France) depuis 1979[29],[30]
- Sursee (Suisse) depuis 1999[29],[31]

## Population et société

### Gentilés et surnoms
Les habitants de la commune se nomment les Martignerains, Martignérains ou Martignerins ou les Octoduriens, ce dernier gentilé se fondant sur le nom latin.
Les habitants de la localité de Martigny-Ville se nomment les Villerins (anciennement les Véragres) et sont surnommés les Probables.
Les habitants de la localité de Martigny-Bourg se nomment les Bordillons ou Bordïons (quelquefois les Bourdignauds). Ils sont surnommées les Refatieux, soit les farfouilleurs en patois valaisan.
Les habitants de la localité de La Bâtiaz se nomment les Bâtiériens (Batiérinzes au féminin).

### Démographie

#### Évolution de la population
La commune compte 21 759 habitants au 31 décembre 2023 pour une densité de population de 871 hab/km2. Sur la période 2010-2023, sa population a augmenté de 23,9 % (canton : 17,0 % ; Suisse : 9,4 %). Au 31 décembre 2021, l’agglomération de Martigny compte 23 726 habitants. 

#### Pyramide des âges
En 2023, le taux de personnes de moins de 30 ans s'élève à 34,4 %, au-dessus de la valeur cantonale (31 %). Le taux de personnes de plus de 60 ans est quant à lui de 23,7 %, alors qu'il est de 27,5 % au niveau cantonal.
La même année, la commune compte 10 565 hommes pour 11 194 femmes, soit un taux de 48,6 % d'hommes, inférieur à celui du canton (49,9 %).
| Hommes | Classe d’âge | Femmes |
| ------ | ------------ | ------ |
| 0,4    | 90 ans ou +  | 1,3    |
| 6,5    | 75 à 89 ans  | 9,2    |
| 14,3   | 60 à 74 ans  | 15,7   |
| 19,7   | 45 à 59 ans  | 19,9   |
| 23,2   | 30 à 44 ans  | 21,2   |
| 20,6   | 15 à 29 ans  | 18,3   |
| 15,3   | - de 14 ans  | 14,5   |

| Hommes | Classe d’âge | Femmes |
| ------ | ------------ | ------ |
| 0,6    | 90 ans ou +  | 1,3    |
| 8,0    | 75 à 89 ans  | 10,1   |
| 17,1   | 60 à 74 ans  | 17,9   |
| 21,0   | 45 à 59 ans  | 20,7   |
| 21,3   | 30 à 44 ans  | 20,1   |
| 17,3   | 15 à 29 ans  | 16,0   |
| 14,7   | - de 14 ans  | 14,0   |

### Sports
- Athlétisme: le CABV Martigny est fondé en 1970 avec actuellement plus de 300 membres. Il accueille les athlètes au stade d'Octodure qui partagent le site avec le club de football du FC Martigny-Sports. Le club organise chaque mois de novembre une course nommée Corrida d'Octodure ayant lieu dans les rues de la ville[42].
- Basket-ball : Martigny-Rhône Basket, dont les équipes évoluent en ligue nationale A féminine et en 1re ligue nationale masculine. Chez les filles, l'équipe de Martigny a été plusieurs fois championne de Suisse et victorieuse tant de la coupe de Suisse que de la coupe de la ligue, l'équipe de LNB masculine a été championne suisse durant l'année 2008/2009 ;
- Cyclisme : Martigny a accueilli à plusieurs reprises des arrivées et départs d'étapes du Tour de Romandie (1952, 1953, 1957, 1959, 1962, 1965, 1981, 1996 et 2011) et des départs d'étape du Tour de Suisse. En 2009, Martigny a accueilli la deuxième journée de repos du Tour de France ainsi que le départ de la 16e étape en direction de Bourg-Saint-Maurice. Le Vélo-Club Excelsior, fondé en 1931, organise chaque année plusieurs épreuves nationales notamment le Prix des Vins Henri Valloton et la course de côte Martigny-Mauvoisin et en 2016 les Championnats de Suisse sur route.
- Échecs : Le CE Martigny évolue régulièrement entre la LNB et la ligue 2 (ligue 1 en 2018 sous le nom de Valais 1)[43]. Gérard Nuesch, l'un de ses membres a remporté en 2008 la seizième édition de l'Open international de Martigny devant plusieurs grands-maîtres et professionnels du jeu. Le CE Martigny a également été 10 fois d'affilée champion valaisan par équipes entre 2000 et aujourd'hui. En 2020, la pandémie de Covid-19 a fortement réduit l'activité du club.
- Football : FC Martigny-Sports, qui évolue en première ligue (3e division). Les matchs à domicile ont lieu au Stade d'Octodure.
- Hockey sur glace : HC Valais Martigny, qui joue en mysport ligue (3e division) ;
- Lutte : la lutte joue un rôle important, grâce notamment à la famille Martinetti. En effet, les lutteurs Jimmy Martinetti, Étienne, Raphy, David, William, Lionel, Laurent et Grégory Martinetti possèdent un palmarès national et international riche de titres, podiums et diplômes (championnats suisses, championnats d'Europe, championnats du Monde et tournois internationaux de Coupe du Monde) dans tous les styles de lutte olympique (lutte libre et lutte gréco-romaine, 7 sélections olympiques comme athlètes (Jimmy : Mexico 1968, Munich 1972, Montréal 1976 et Moscou 1980//Étienne : Munich 1972//David : Barcelone 1992//Grégory : Sydney 2000), 4 couronnes fédérales en lutte suisse (lutte à la culotte) et des centaines de couronnes cantonales et régionales, avec le record national de couronnes (lutte suisse, Jeux nationaux, lutte gymnique) pour Étienne Martinetti (219). Grégory Martinetti est toujours en activité sur le plan national et international. Martigny a organisé les championnats du Monde de lutte libre et gréco-romaine en 1989, deux éditions Masters en 1997 et en 2001 et le tournoi international de sélection olympiques Swiss Grand Pri en 2008. Raphaël Martinetti est en outre président de la FILA[44] (Fédération internationale des luttes associées : environ 160 pays affiliés) depuis 2002.
- Rallye automobile : Avec ses infrastructures, Martigny est le centre névralgique du Rallye international du Valais (RIV) créé en 1960.
- Street-hockey : SHC Martigny, qui évolue en ligue nationale A.
- Tennis de table : club CTT Martigny. Le club a été fondé en 1983. L'équipe principale, formée de Bertrand Veuthey, Gaspard Couchepin et Zoran Funjak, est rapidement montée dans les ligues pour atteindre en 1991 la ligue nationale. Le club a été à son plus haut niveau vers la fin des années 1990 lorsque l'équipe n°1 a été sacrée championne de ligue nationale B en 1997 et l'année suivante, l'équipe a manqué pour un set la promotion en ligue nationale A. Par la suite, le club de Martigny a réussi à maintenir une équipe en ligue nationale[45].
- Volley-ball : VBC Martigny, dont l'équipe masculine évoluait en ligue nationale B pour la saison 2008/2009 et vient d'être promue en LNA mais n'y a pas participé pour des raisons financières [46].

## Économie
- Plusieurs vergers donnant des abricots et, surtout, des vignes sur les pentes abruptes dominent la Dranse (un affluent du Rhône) sur le flanc ouest de la ville.
- Activités touristiques, commerciales, et, dans une moindre mesure, administratives et industrielles.
- Sur le plan scientifique, Martigny héberge le centre de recherche en informatique Idiap (Institut d'Intelligence Artificielle Perceptive), le CREM (Centre de recherches énergétiques et municipales) en génie énergétique, Debio R.P. branche de recherche pharmaceutique du groupe Debiopharm.
- Le Groupe mutuel (Compagnie d'assurance).
- Martigny est aussi depuis 1889 le siège de la maison familiale Morand, lieu de distillation de la Williamine (eau-de-vie).
- Depuis 1959, Martigny accueille chaque année en automne la Foire du Valais, anciennement « Comptoir de Martigny ». Au fil des ans, celle-ci s'est imposée comme la plus grande foire généraliste de Suisse romande.

## Culture et patrimoine

### Prix de la ville de Martigny
Le Prix de la ville de Martigny a été institué en 1966. Il a été décerné aux personnes et institutions suivantes :
- 1966 : Maurice Chappaz, littérature
- 1969 : André Donnet, histoire
- 1972 : Antoine Fornage, sculpture
- 1975 : Raphaël Girard, ethnologie
- 1978 : Oscar et Michel Darbellay, photographie
- 1981 : Fondation Pro Octoduro, archéologie gallo-romaine
- 1985 : Paul Messerli, peinture
- 1989 : Adrien Pasquali, littérature
- 1991 : Léonard Pierre Closuit, protection du patrimoine
- 1995 : Fondation Louis-Moret, beaux-arts
- 1998 : Marie Gailland, peinture
- 2001 : Christophe Fellay, musique
- 2004 : Roland Vouilloz, comédie
- 2007 : Denis Rabaglia, cinéma
- 2010 : Léonard Gianadda, mécénat
- 2014 : Olivier Cavé, musique (Pianiste)
- 2018 : Pierre Damay, folklore
- 2022 : Olivier Vocat, festival de musique[47]

### Monuments

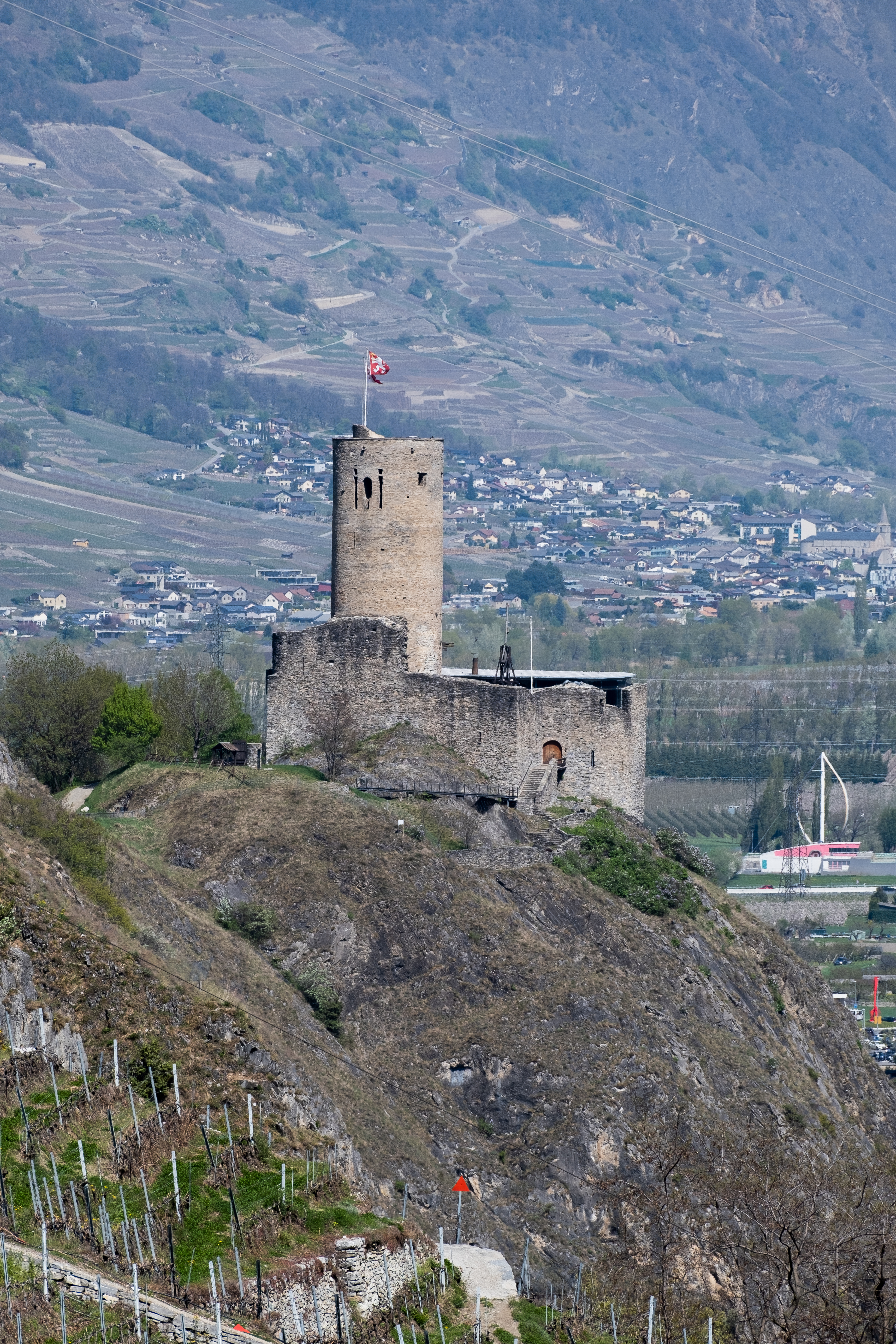
Château de la Bâtiaz.

- Église Notre-Dame de la Visitation, de style baroque, et son clocher le plus haut du Valais.
- Chapelle de la Bâtiaz et ses ex-voto.
- Église Saint-Michel de style contemporain.
- Hôtel de Ville monumental avec la plus grande verrière de Suisse réalisée par Edmond Bille.
- Manoir Ganioz, maison patricienne et centre d'expositions.
- Château de la Bâtiaz
- Pont de la Bâtiaz (le dernier pont en bois couvert et carrossable du Valais).
- Ruines romaines de la promenade archéologique de la Fondation Pierre-Gianadda[48] :
  - Octodurus, cité celtique puis romaine.
  - Amphithéâtre de Martigny

### Musées
- La Fondation Pierre-Gianadda
  - Musée gallo-romain ;
  - Musée de l’automobile ;
  - Expositions, parc de sculptures ;
  - Le vieil arsenal.
- La Fondation Pro Octoduro veille à la conservation et à la mise en valeur des vestiges du site gallo-romain de Forum Claudii Vallensium.
- Le Musée des Sciences de la Terre (Fondation Tissières). Ce musée présente des expositions sur les sciences de la Terre. Trois étages d'exposition sont visitables :
  - le sous-sol où une mine grandeur nature a été reconstituée. Les visiteurs déambulent dans une galerie qui relate l'histoire des mines en Valais et où sont exposés des outils d'époque ;
  - le premier étage où sont exposés une collection de cristaux dont la plupart proviennent des Alpes ;
  - le deuxième étage est le théâtre des expositions temporaires.
- Barryland - Musée et chiens du Saint-Bernard : œuvres d'art et documents relatant l'histoire de la race saint-bernard, et chenil de la fondation Barry.
- Fondation Louis-Moret : présente des expositions d'art contemporain, organise conférences et rencontres et accueille chaque année une saison musicale.
- Manoir de Ville - Galerie d'expositions.
- Fondation André-Guex-Joris : recherche, sauvegarde, conservation et mise en valeur de tout document sonore, musical ou parlé.
- Musée de Plan-Cerisier (sur la commune de Martigny-Combe) : le plus petit musée de Suisse, il expose des objets traditionnels.
- Le moulin Semblanet : représente parfaitement le type du « grand moulin » apparu en Europe dès le XVIIIe siècle.
- La section de la Médiathèque Valais qui préserve le patrimoine audiovisuel valaisan.

### Salles de concert et festivals
- Les Caves du Manoir. Cette salle, née en 1977, est la plus ancienne salle de concert du Valais qui n'ait jamais été déplacée[49].

### Personnalités liées à la commune
- Sophie Aymon (1979-), première femme assermentée capitaine à la Compagnie générale de navigation sur le lac Léman.
- Olivier Cavé (1977-), pianiste international, ayant grandi à Martigny.
- Louis Closuit (1817-1885), président de Martigny de 1865 à 1868, fondateur en 1871 de la plus ancienne banque privée du Valais[50].
- Léonard Pierre Closuit (1931-), initiateur de la reprise des fouilles archéologiques (1972) et du jumelage avec Vaison-la-Romaine (1979), fondateur de Pro Octoduro (1972)[51].
- Pascal Couchepin (1942-), ancien conseiller fédéral.
- François Couchepin (1935-2023), ancien chancelier de la Confédération suisse.
- Léonard Gianadda (1935-2023), mécène, réalisateur et personnalité influente de la ville de Martigny.
- Anne-Marie Im Hof-Piguet (1916-2010), Juste parmi les nations.
- Stéphane Lambiel (1985-), patineur artistique, champion du monde en 2005 et 2006.
- Denis Rabaglia (1966-), réalisateur.
- Sébastien Reichenbach (1989-), coureur cycliste suisse, membre de l'équipe FDJ.
- Alfred Tissières (1917-2003), pionnier de la biologie moléculaire.

### Héraldique
| Blason | Blasonnement : De gueules au lion d'argent à la queue fourchue et croisée, tenant un marteau d'or. |

Les armoiries de Martigny sont attestées dès 1475 sur des bannerets. Leur origine est incertaine ; elles pourraient être issues des armes de la famille noble d'Exchampéry, de la période savoyarde ou des armes des Supersaxo.
Les armoiries de la commune sont approuvées par le canton du Valais.